# Pol·linització de les orquídies

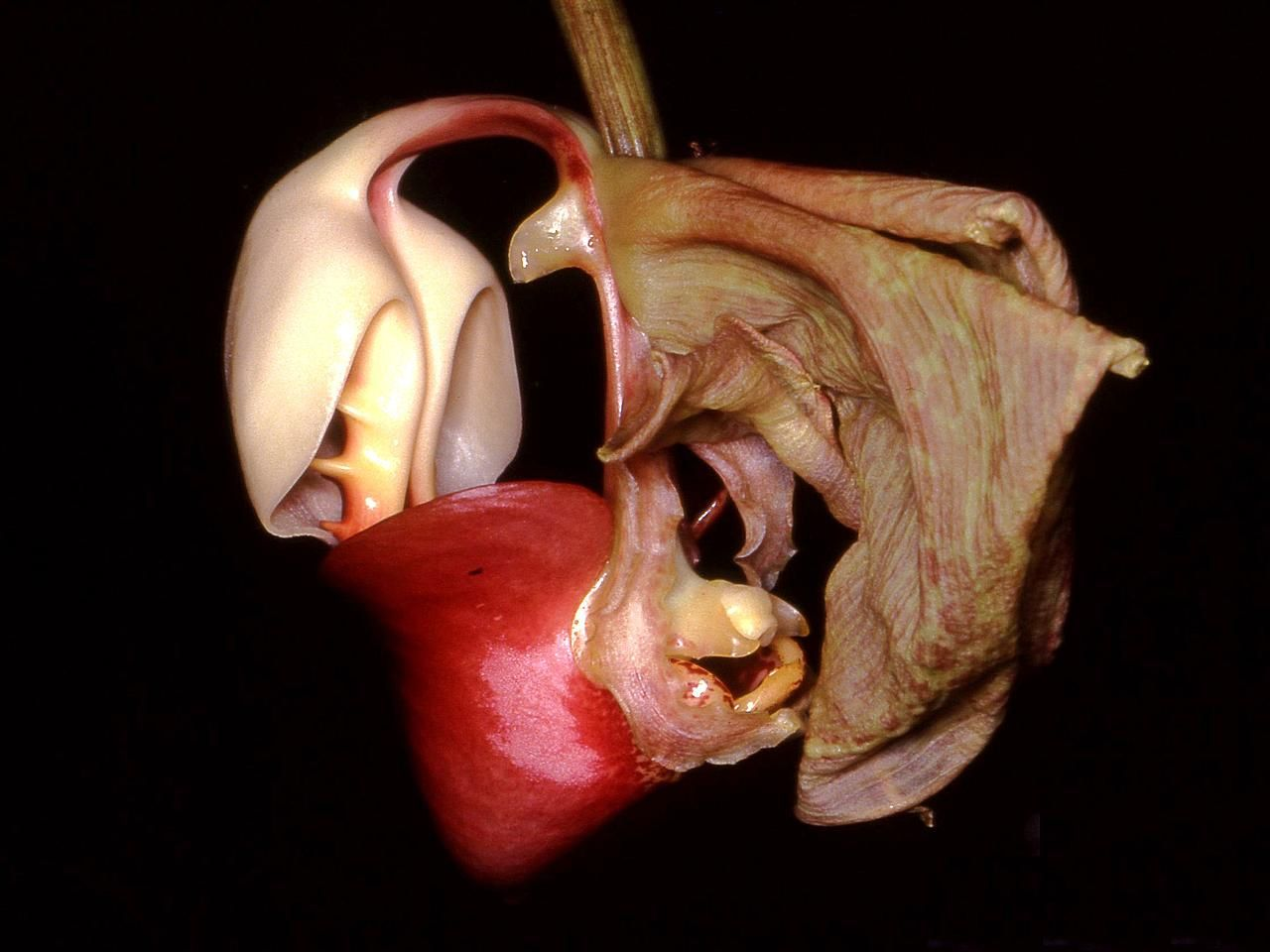
Les formes, colors i fragàncies de les orquídies són el resultat de la seva coevolució amb els animals pol·linitzadors. En la imatge s'observa una flor Coryanthes leucocorys, espècie que ha desenvolupat un dels mecanismes més fascinants d'atracció de pol·linitzadors per mitjà d'una bossa plena de líquid.

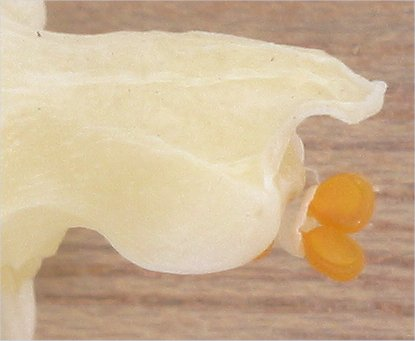
Pol·linies d'una orquídia del gènere Phalaenopsis en vista lateral.

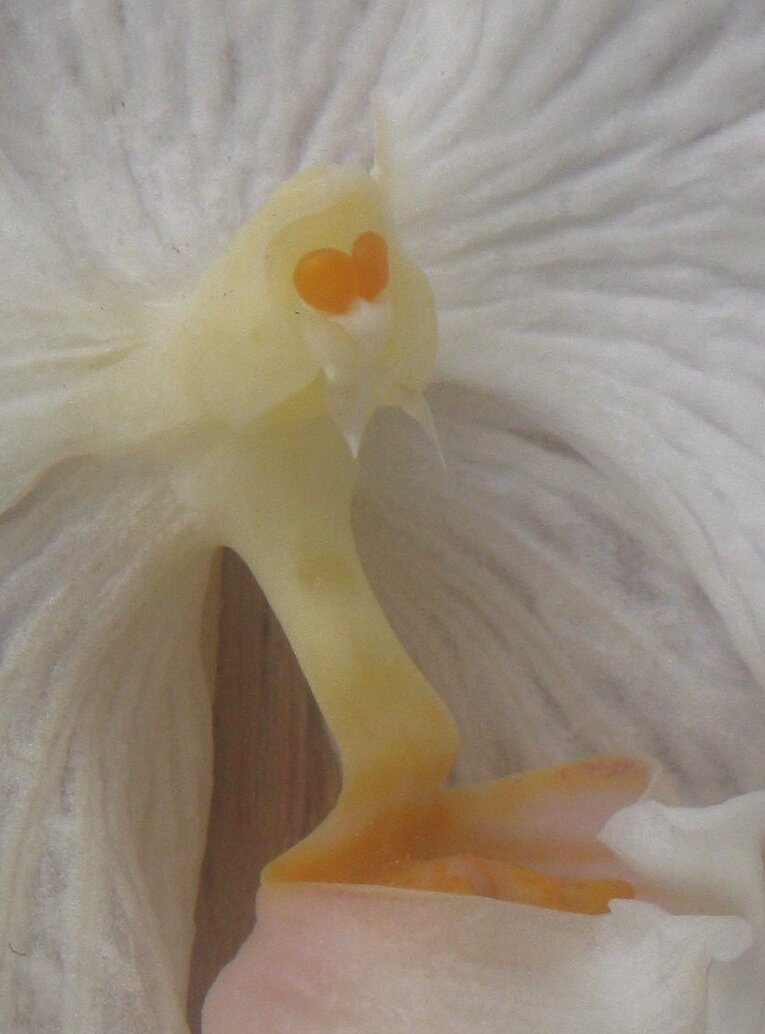
Pol·lini de Phalaenopsis.

La pol·linització en les orquídies és un capítol extremadament complex en la biologia d'aquesta família de plantes que es distingeixen, per sobre els altres angiospermes, per la complexitat de les seves flors i per les intricades interaccions ecològiques amb els seus agents pol·linitzadors. És un tema que ha captat l'atenció de nombrosos científics al llarg del temps, incloent a Charles Darwin, pare de la teoria de l'evolució per selecció natural, que va realitzar les primeres observacions sobre el paper fonamental dels insectes en la pol·linització de les orquídies, que van ser publicades el 1862 en el seu llibre La fecundació de les orquídies. De fet, Darwin no va exagerar quan va afirmar que les variades estratagemes que usen les orquídies per atreure als seus pol·linitzadors transcendeix la imaginació de qualsevol ésser humà.

## Adaptacions de les orquídies a la pol·linització per animals
El 97% de les espècies d'orquídies necessiten un pol·linitzador perquè es dugui a terme la transferència dels grans de pol·len d'una planta als pistils d'un altre individu i, per tant, perquè es produeixi la fecundació i la formació de les llavors. S'ha de tenir en compte que el pol·len de les orquídies es troba agrupat en masses compactes anomenades polinies (singular: "polinari"), de tal manera que per si mateix, o per acció del vent, el pol·len no es pot dispersar d'una flor a una altra pel que els pol·linitzadors són imprescindibles per assegurar la seva reproducció sexual.
Aquests pol·linitzadors són molt variats i, segons quin sigui l'espècie en qüestió, poden ser mosques, mosquits, abelles, vespes, papallones, coleòpters, i aus (especialment colibrins).
La zoofilia que caracteritza a les orquídies pressuposa que els animals pol·linitzadors visitin les flors de manera regular i es detinguin en elles el temps suficient; que les anteres i l'estigma siguin fregats o tocats amb certa freqüència i que el primer quedi adherit als visitants de manera tan perfecta que pugui arribar amb la deguda seguretat als estigmes d'altres flors. El resultat de la zoofilia depèn essencialment que els animals puguin reconèixer les flors des d'una certa distància i que es vegin compel·lits a visitar durant un cert temps les flors de la mateixa espècie. Les flors zoofiles, llavors, han de posseir productes atractius (esquers, com el pol·len i el nèctar), mitjans de reclam (com olors i colors) i, a més, pol·len viscós o adherent.
En el curs de l'evolució de les angiospermes s'ha produït una diferenciació molt intensa dels mitjans d'atracció i reclam, així com de la forma de la flor; gràcies a això un nombre cada vegada més gran d'animals han pogut col·laborar en la pol·linització. De la visita casual de les flors per animals variats s'ha passat de manera progressiva, en el transcurs de l'evolució, a l'establiment d'estretes relacions entre els «animals antòfils » i les «flors zoofiles», amb evidents avantatges per a tots dos grups. Per a les plantes va implicar una precisió creixent en l'atracció de només determinats visitants i una transferència del pol·len als estigmes d'altres plantes cada vegada més segura, la qual cosa va resultar en un estalvi progressiu en la producció de pol·len. De fet, la relació entre el nombre de grans de pol·len i el nombre d'òvuls produïts per una flor és de l'ordre d'un milió per a les plantes anemòfiles, mentre que en les orquídies és d'un. Per als animals pol·linitzadors especialitzats, la competència amb altres animals antòfils va resultar disminuïda i la pol·linització orientada o especialitzada en una sola espècie va passar a ser, en última instància, avantatjosa per a ells.
El desenvolupament evolutiu de les angiospermes zoofilies i dels grups d'animals que s'han anat adaptant només pot comprendre's com una coevolució condicionada per relacions recíproques. L'adaptació entre si de les orquídies i els seus pol·linitzadors ha arribat de vegades tan lluny que no poden existir l'un sense l'altre.
Els mecanismes de pol·linització són el fruit de la coevolució de les orquídies i dels seus pol·linitzadors. Aquests mecanismes són beneficiosos per a ambdues parts: l'agent pol·linitzador obté nèctar de la flor de les orquídies i aquesta al seu torn es beneficia amb la transferència del pol·len d'una flor a una altra. No obstant això, en molts casos l'atracció dels pol·linitzadors per les orquídies no involucren recompenses sinó enganys.

## Flors de les orquídies

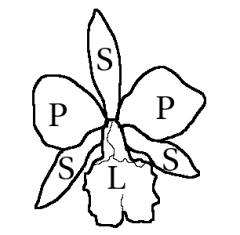
Disposició de les peces d'una flor de orquídia: pètals (P), sèpals (S), label (L).

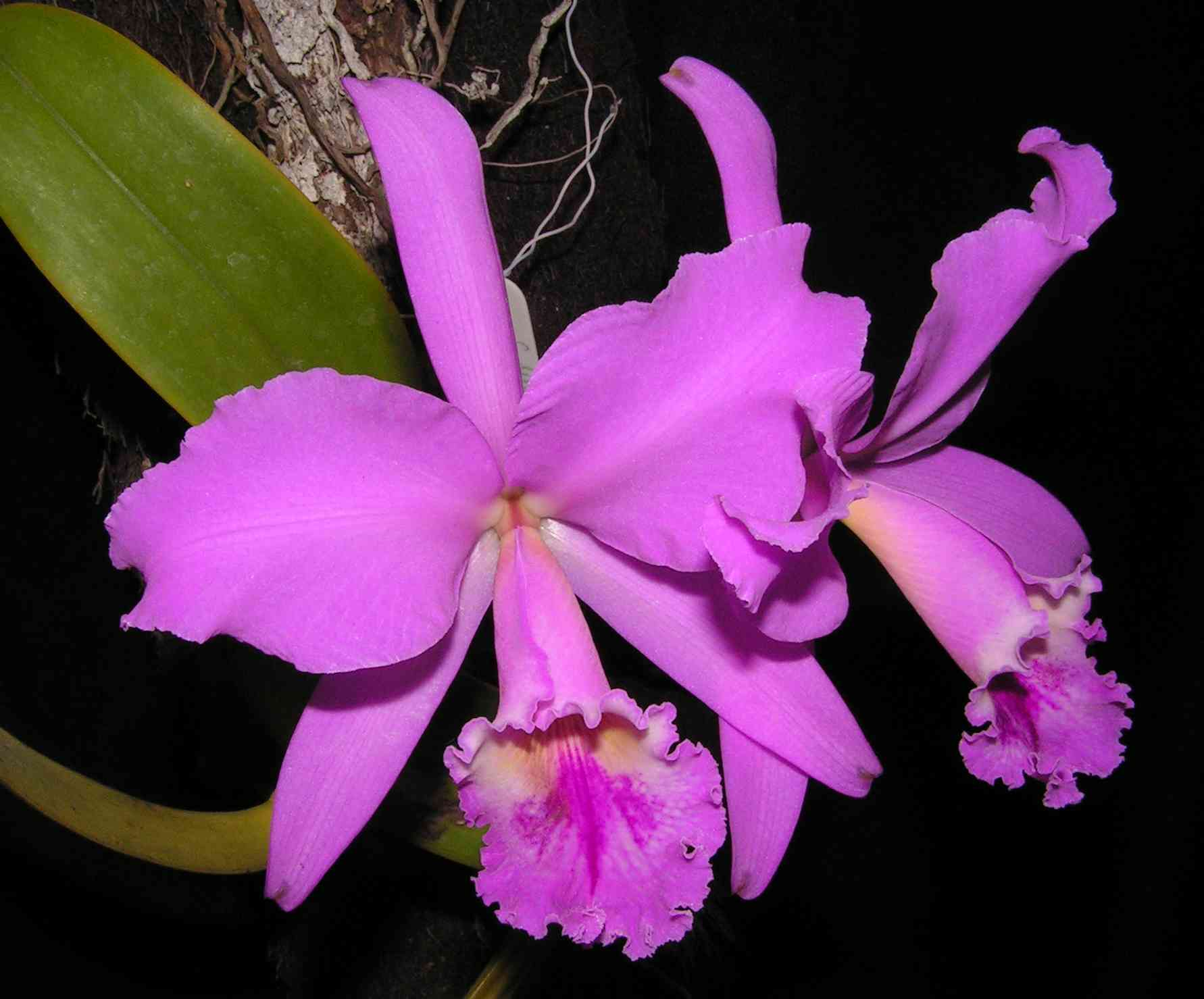
Flor de Cattleya labiata, planta nativa de Brasil. Es compara amb l'esquema superior.

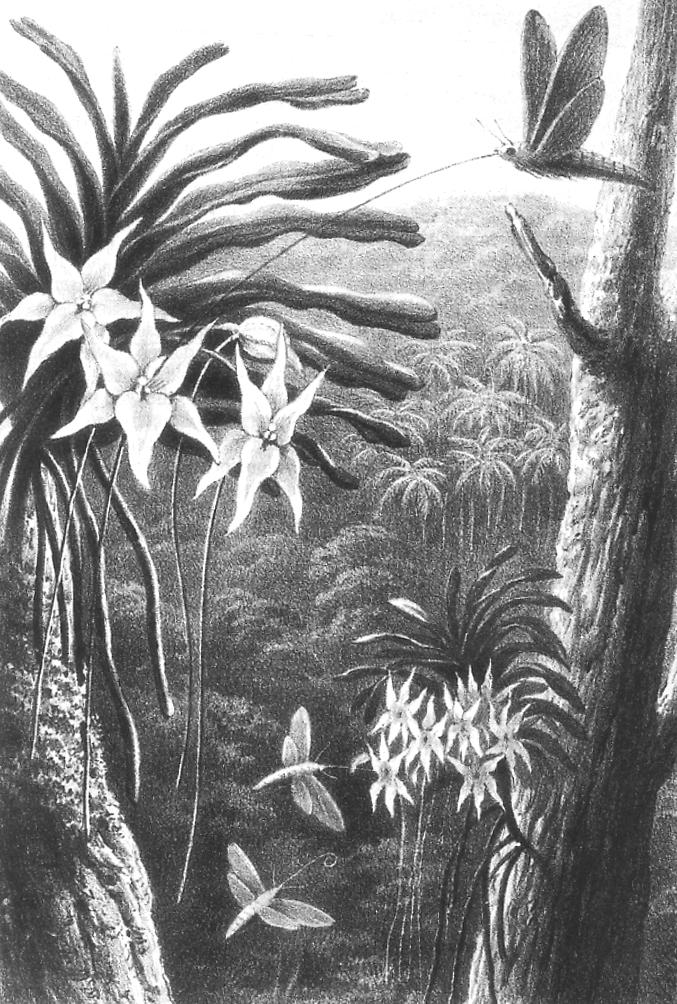
Il·lustració de la pol·linització d’Angraecum sesquipedale per una arna hipotètica de llarga probòscide. El dibuix va ser realitzat el 1867 per Alfred Russel Wallace, seguint la predicció realitzada per Charles Darwin de 1862. El 1903 va ser descoberta l'arna a Madagascar i batejada com Xanthopan morganii praedicta.

Les flors de les orquídies són en general hermafrodites (rarament unisexuals) i usualment zigomorfes (és a dir, de simetria bilateral). En la gran majoria dels gèneres, les flors estan formades per tres elements externs anomenats sèpals, dos laterals i un de dorsal, i tres elements interns anomenats pètals, l'inferior modificat en un llavi o label, de major grandària i de color més intens que els restants. El label sovint és trilobulat, o de formes inusuals, amb xixoncits o crestes carnoses o amb un esperó basal, i moltes vegades amb un patró de colors totalment diferent al dels altres dos pètals.
L'androceu presenta usualment un o dos estams (de 3 vegades) i està unit a l'estil i a l'estigma, formant una "columna" (també anomenada "ginostem" o "ginostegi"). El pol·len comunament es troba agrupat en 2 o 4 (o poden ser 1-12) masses suaus a dures anomenades pol·linis. La pol·linis juntament amb un tallit enganxós (derivat de l'antera o de l'estigma) formen en conjunt el "polinari", la unitat de transport durant la pol·linització. El gineceu està format per 3 carpels units, és inferior. L'estil i estigma es troben altament modificats, l'estil és solitari i terminal i és el principal component de la "columna", amb una porció de l'estigma formant un lòbul allargat usualment no receptiu, anomenat "rostel", posicionada sobre la regió estigmàtica, i una porció del rostel que pot formar una plataforma enganxosa, anomenada "viscidi". El "viscidi" està adjuntat al tallit del "polinari".
En general són productores de nèctar, com a recompensa als pol·linitzadors. Els nectaris són variables en posició i tipus. Per exemple, es troben en un esperó del llavi, o en els àpexs dels sèpals, o en els septes del gineceu. Algunes espècies d'orquídies són autògames o apomíctiques, és a dir, no necessiten pol·linitzadors per a produir llavors.

## Atracció dels pol·linitzadors mitjançant recompenses
Moltes espècies d'orquídies recompensen als pol·linitzadors amb aliment (com per exemple, nèctar, pèls alimentosos o olis) i altres compostos, tals com a ceres, resines i fragàncies. Aquestes recompenses, al seu torn, reforcen la conducta dels pol·linitzadors. No obstant això, l'especialització en un sol tipus de pol·linitzador per assegurar una transferència més eficient de pol·len, va determinar una creixent especialització morfològica i estructural en les flors de les orquídies per garantir l'atracció d'una sola espècie d'insecte.
Aquest punt central en l'evolució de les relacions interespecífiques entre les orquídies i els seus pol·linitzadors va ser captat per Darwin en estudiar les espècies britàniques i algunes espècies exòtiques d'aquesta família. Per exemple, l'espècie de Madagascar Angraecum sesquipedale posseeix en la seva flor un esperó de més de 30 cm el fons del qual s'omple de nèctar. Darwin va tractar infructuosament de remoure les polinies de la flor usant agulles. Només va poder fer-ho després d'introduir fins al fons de l'esperó un cilindre amb un diàmetre de 2,5 mm i traccionar novament cap a fora, ja que en aquest moment el viscidi quedava adherit al cilindre. Darwin va raonar que quan una papallona intentés arribar amb la seva trompa fins al fons de l'esperó per libar el nèctar, una vegada que retirés el seu probòscide, les polinies quedarien adherides al seu cap. En visitar la següent flor, la mateixa seria pol·linitzada, ja que la papallona estaria dipositant les polinies en el seu estigma.
Aquest raonament implicava que l'insecte pol·linitzador de Angraecum sesquipedale hauria de ser una papallona amb una espiritrompa de més de 30 cm de longitud, una idea que sonava ridícula per als biòlegs de l'època. No obstant això, la predicció de Darwin va poder ser comprovada el 1903, quan una papallona nocturna amb una espiritrompa d'aquesta grandària va ser descoberta a Madagascar i denominada Xanthopan morganii praedicta. L'epítet subespecífic "predicta", per descomptat, fa referència al fet que la seva existència va ser predita per Darwin.
La papallona és atreta cap a la flor per la fragància que aquesta acomiada, especialment de nit. Quan s'apropa a la flor desenrotlla el seu probòscide i la inserida en una esquerda del rostel que condueix a l'esperó. Una vegada que acaba de libar el nèctar de la base de l'esperó, aixeca el cap mentre remou la probòscide de l'esperó. Quan realitza aquest moviment fa que el viscidi s'adhereixi al seu cap o a una altra part del seu cos. El viscidi penetra un petit pedicel (la caudícula) que porta en el seu extrem les polinies. Quan la papallona acaba d'enrotllar la seva trompa i vola cap a una altra flor, la caudícula es deshidrata, s'asseca, la qual cosa determina que es modifiqui el seu angle pel que fa al cos de l'insecte, de manera tal que quan aquest visiti la propera flor i insereixi la seva trompa en ella, les polinies quedaran enfrontades, i posteriorment adherides, a l'estigma. Una vegada que les polinies d'una planta queden adherides a l'estigma de la flor d'una altra planta, és a dir que ha ocorregut la pol·linització, les flors deixen de produir fragància i els seus tèpals es marceixen poc després. No obstant això, el procés de transferència de pol·len, fecundació i formació de milers de nous individus ja ha quedat assegurat.
Moltes orquídies, com el cas de Angraecum sesquipedale, són pol·linitzades per papallones nocturnes i, per aquesta raó, presenten flors de colors clars, gairebé blanques i produeixen fragància durant la tarda o la nit. Exemples d'aquest tipus d'orquídies són les espècies Bonatea speciosa, Habenaria epipactidea, el gènere Satyrium, Disa cooperi i D. ophrydea.
La pol·linització per papallones, d'altra banda, ha evolucionat en diversos gèneres d'orquídies. Les flors d'aquestes espècies presenten brillants colors i recompensen als seus pol·linitzadors amb nèctar.
Les espècies que són pol·linitzades per abelles (denominades melitòfiles) freqüentment emeten una forta fragància durant el dia i són de colors forts i lluminosos. Exemples d'aquestes orquídies són Satyrium erectum i Disa versicolor. Les diferents espècies d'abelles que pol·linitzen orquídies no només poden ser recompensades amb nèctar sinó que, en molts casos, també són retribuïdes amb olis. Aquesta recompensa -un fenomen bastant rar en plantes- es coneix per a diverses desenes d'espècies d'orquídies, entre elles unes 55 espècies sud-africanes, i les abelles la utilitzen per alimentar a les seves larves. Els gèneres Disperis, Pterygodium, Corycium, Ceratandra, Evotella, Satyrium i Pachites, entre d'altres, presenten espècies que recompensen als seus pol·linitzadors amb olis.
La pol·linització per mosques (miofilia) és la segona síndrome més comuna entre les orquídies, amb espècies de 20 famílies de dípters registrades com pol·linitzadores. Les flors emeten aromes que assemblen l'aliment natural o els substrats que visiten les mosques, els quals comunament són materials orgànics en descomposició, excrements o carronya, en cerca d'aliment o per dipositar els seus ous. Diferents parts florals produeixen olors putrescents o dolços, comunament formen paranys que retenen al pol·linitzador, a més de posseir diversos apèndixs que els atreuen i colors ja sigui brillants o que assemblen carn o algun altre tint de matèria putrefacta.
Les flors de Stelis hymenantha, per exemple, acomiaden una aroma intensa a mentol dolç. A la base del label es produeix una substància que s'adhereix fortament a la seva superfície, a manera de pel·lícula, semblant al nèctar. Les flors de S. immersa, una altra orquídia pol·linitzada per dípters, són també fragants, però amb una aroma diferent, semblant al meló; i a diferència de la primera, la substància enganxosa es localitza tant en els pètals com a la base del label. Els visitants d'aquestes dues espècies són principalment dípters de diverses famílies. La majoria de les mosques usualment romanen fora de la flor "examinant" el líquid viscós de la superfície externa dels pètals. Els pol·linitzadors en Stelis immersa són femelles d'una petita mosca del gènere Megaselia (Phoridae), la qual és l'única amb la grandària precisa per efectuar la transferència de pol·len. Després d'examinar la substància similar al nèctar, l'insecte s'introdueix lateralment en la flor i es posa en el label que es troba en la posició dirigida cap avall. Quan això succeeix, el label s'aixeca pressionant a l'insecte contra el viscidi del polinari i atrapant-ho. Per sortir, la mosca retrocedeix i el viscidi s'adhereix al seu tórax. El label torna a la seva posició original alliberant a l'animal.

### Atracció i recompensa per mitjà de perfums
Les flors de les espècies de les subtribus Stanhopeinae i Catasetinae pertanyen a les més fascinants i extravagants de totes les orquídies. No són de les més belles, però a causa de la seva pol·linització tan particular de vegades han creat flors bizarras amb mecanismes de pol·linització molt estranys. Les espècies d'aquesta tribu són pol·linitzades exclusivament per mascles euglosins que busquen i recol·lecten perfums en aquestes flors. Fins ara no se sap per a quin els mascles col·lecten i guarden aquests perfums; lloc que no serveixen per a nutrició ni protecció. Es pensa que han d'estar relacionats amb els rituals d'aparellament d'aquests insectes.
La manera de col·lectar aquests perfums és sempre molt semblant. El mascle s'apropa a la font de l'aroma, l'osmòfor; normalment es posa sobre el label i comença a col·lectar amb les seves potes davanteres les substàncies responsables de l'aroma. En la majoria de casos són líquids; en algunes espècies en forma cristal·lina. Si són sòlids, el mascle els dissol primer amb secrecions de les seves glàndules salivals. Amb els pèls llargs i densos de les seves potes davanteres, el
mascle recull el líquid present en el label. Si aquest òrgan està saturat dels components aromàtics, l'abella surt de la flor per transferir les aromes amb l'ajuda de les potes mitjanes a cavitats que es troben en les potes posteriors. A l'interior d'aquestes cavitats les substàncies poden ser guardades per molt temps. Diferents gèneres d'orquídies peguen els polinaris (o polinia) a diferents parts del cos d'aquests pol·linitzadors que són atrets químicament a les seves flors.
Les orquídies, igual que altres plantes, atreuen selectivament a un grup específic de mascles euglossinos per mitjà de la producció de barreges d'aromes espècie-específics que aparentment actuen com mecanismes d'aïllament reproductiu.
Així doncs, diferents espècies de plantes atreuen diferents grups de pol·linitzadors. Inclusivament, algunes orquídies presenten
modificacions morfològiques en les seves flors de tal manera que solament alliberen el polinari quan són visitades per certes espècies d'abelles (segons la seva grandària i comportament). Per aquesta raó no tots els euglosins que visiten una espècie d'orquídia són pol·linitzadors efectius d'aquesta.

## Atracció dels pol·linitzadors mitjançant enganys

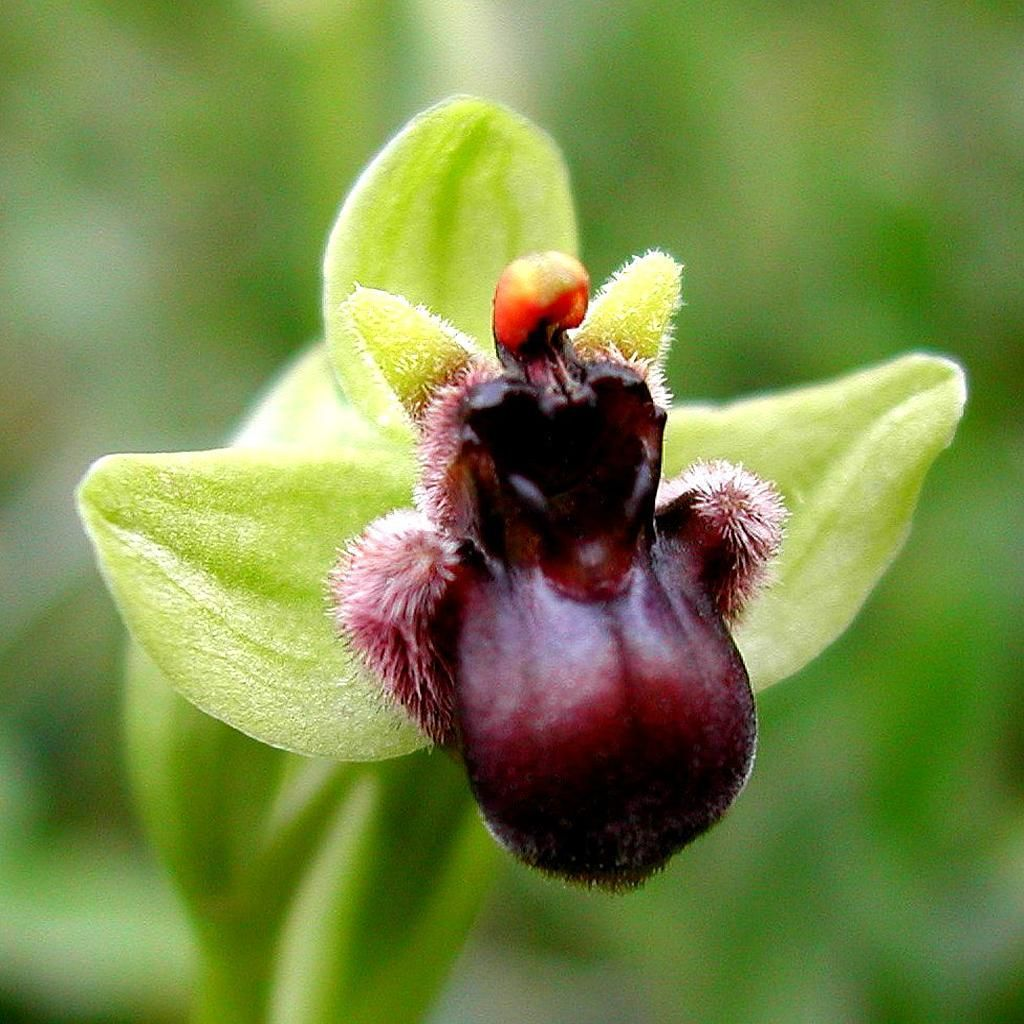
Ophrys bombyliflora és una de les espècies d'orquídia que atreu als insectes mitjançant l'estratègia de l'engany sexual: el seu label mimetitza les femelles del seu pol·linitzador.

Moltes orquídies han recorregut a la tàctica de seduir als pol·linitzadors oferint aromes, formes, colors o moviments que imiten alguna cosa que a aquests els interessa sense oferir gens a canvi. Els mecanismes d'engany són tan variats com sorprenents i es llisten a continuació:
- engany alimentós generalitzat: les flors imiten la forma i el colorit de les espècies que usualment recompensen als pol·linitzadors.
- engany alimentós intervingut a través de mimetisme floral:[25] en aquest cas, les flors imiten exactament a una espècie particular que recompensa als pol·linitzadors i amb la qual cohabiten.[26]
- imitació de llocs d'anidament: les flors imiten els llocs de posta d'ous dels pol·linitzadors.
- imitació de llocs de resguard: les flors proveeixen als pol·linitzadors de llocs per protegir-se. Aquesta estratègia pot no ser enganyosa, sinó favorable per a tots dos, l'insecte i l'orquídia.
- pseudoantagonisme: la planta atreu als pol·linitzadors a través de la invocació de mecanismes de defensa innats. Així, imita la forma d'una altra espècie d'insecte, per exemple, que el pol·linitzador desitja allunyar o matar. El pol·linitzador, en veure al seu supòsit enemic, ho ataca, una vegada i una altra. En aquesta baralla inútil contra una flor, l'insecte es cobreix de pol·len que distribuirà a altres flors quan sigui enganyat novament.[27]
- atracció "rendezvous": les flors imiten a altres flors que són atractives per a les femelles dels pol·linitzadors
- engany sexual: en aquest cas, les flors mimetitzen els senyals d'aparellament (tant visuals com a olfactòries) de les femelles dels pol·linitzadors.

Dels mecanismes descrits, el comú entre les orquídies és el d'engany alimentós generalitzat (informat en 38 gèneres) seguit de l'engany sexual (18 gèneres).

### Atracció dels pol·linitzadors mitjançant engany per aliment
La capacitat d'atreure als pol·linitzadors sense oferir-los cap recompensa a canvi ha evolucionat independentment en diversos llinatges d'angiospermes, però usualment en solament unes poques espècies per família. En contrast, s'ha estimat que prop d'una tercera part de les espècies d'orquídies utilitzen el mecanisme d'engany alimentós. Aquest mecanisme consisteix en l'atracció de pol·linitzadors mitjançant la senyalització de la presència d'aliment, tals com a nèctar o pol·len, però sense proveir-los cap mena de recompensa. Per a això, les orquídies utilitzen l'estratègia de semblar-se a espècies que si recompensen als seus pol·linitzadors i amb les quals habiten conjuntament. Més freqüentment, l'engany alimentós consisteix en una semblança general amb les espècies que recompensen als pol·linitzadors, és a dir, aquest tipus d'orquídies presenta flors grans i de colors brillants, estratègia que explota les preferències innates dels pol·linitzadors per aquesta classe de flors.

#### Imitació d'altres plantes
En aquest cas l'orquídia "enganya" als pol·linitzadors típics d'altres espècies de plantes perquè realitzin la pol·linització. El mètode per enganyar-los és imitar les flors d'altres espècies. Un cas molt descriptiu d'això s'observa en l'orquídia Epidendrum ibaguense. Aquesta orquídia terrestre o litófila, abunda des de Mèxic fins a Bolívia i Brasil. Les seves flors de color taronja amb label groc intens imiten a les flors d'una asclepiadàcia, Asclepias curassavica. Existeix una papallona, Agraulis vanillae, que visita usualment a aquesta espècie per procurar-se nèctar a canvi del transport de pol·len. En moltes oportunitats, no obstant això, la papallona atreta pel color i la forma de les flors de Epidendrum es dirigeix cap a elles i introdueix el seu aparell bucal (el seu espiritrompa) en un conducte estret (ginostem) que, pel seu molt escàs diàmetre, determina que l'espiritrompa quedi atrapada uns instants. El forcejament de l'insecte per alliberar-se fa que les polinies de l'orquídia se li adhereixin al seu cap. Després de deixar-se anar, i en ser enganyat novament per una altra planta de Epidendrum, transportarà el pol·len i permetrà així la pol·linització en aquesta espècie però sense haver rebut nèctar pels seus serveis.

### Atracció de pol·linitzadors per engany sexual
Hi ha flors enganyoses que imiten la forma, pilosidad i olor de les femelles de certes vespes o abelles. El cas més conegut és el de Ophrys insectifera orquídia del sud d'Europa; és visitada únicament per dues espècies de vespes del gènere Argogorytes. Els mascles neixen a la primavera diverses setmanes abans que les femelles, i en els seus primers vols són atrets per la fragància de les flors de Ophrys, similar a les feromones secretadas per les femelles. A més, el label presenta forma, color i textura similar a les femelles. El procés es designa com a pseudocopulació perquè les vespes mascle
intenten apariar-se amb la flor, i en fer-ho, entren en contacte amb l'antera, traslladant els polinis d'una flor a una altra en intents successius.
La pol·linització per pseudocopulació va ser descripta per primera vegada el 1916 i 1917 per a. Pouyanne i H. Correvon quan van estudiar les interrelacions entre l'orquídia Ophrys speculum i la vespa escòlida Campsoscolia ciliata a Algèria. Les publicacions d'aquests biòlegs francesos van passar inadvertides fins que Robert Godfrey va confirmar les seves observacions el 1925, la qual cosa va determinar un increment en l'interès en el tema. El treball de 1925 va ser seguit d'una gran quantitat de publicacions de la biòloga australiana Edith Coleman sobre la pol·linització de les orquídies del gènere Cryptostylis pels mascles de la vespa icneumonoidea Lissopimpla excelsa.
Diversos gèneres d'orquídies terrestres es reprodueixen per aquest mecanisme. Els gèneres més coneguts i millor documentats són, a més dels ja esmentats Ophrys i Cryptostylis, Drakaea, Caladenia, Chiloglottis, Geoblasta, Arthrochilus, Calochilus, Leporella i Spiculaea. La gran majoria dels gèneres d'orquídies terrestres que utilitzen la pseudocopulació es troben a Austràlia i el gènere més gran d'orquídies amb espècies pseudocopulades és Ophrys d'Europa. El mecanisme no està en absolut circumscrit a un continent en particular, ja que també s'ha informat per a una espècie sud-americana (Geoblasta penicillata) i dues orquídies sud-africanes del gènere Disa.
Idèntic mecanisme utilitza Tolumnia henekeni, la flor del qual sembla la femella d'una espècie d'abella, Centris insularis, i ho fa tan ben que el mascle d'aquesta espècie és enganyat i tracta de copular la imitació de femella que li ofereix la flor. Fent això pol·linitza la flor.
En Caleana, denominada als països de parla anglesa "duck orchid" ("orquídia ànec") per la semblança de la seva label amb el cap d'un ànec i la resta de la flor amb el cos d'un ànec en ple vol, s'ha descripto un mecanisme de Pseudocopulació alguna cosa diferent. Aquesta espècie usa un mecanisme de ressort para atrapa als insectes en una bossa, sent la seva única possibilitat d'escapar a través del polinio i de l'estigma. Els mascles dels insectes pol·linitzadors aterren en el label, la qual cosa dispara un mecanisme de relaxació de dues frontisses (una és la del label-làmina i l'altra és la de la làmina-periant) que dona volta a l'insecte amb la part de darrere de la seva tórax en la borsa que conté l'estigma i la polinia.
La pseudocopulació no solament està restringida a pol·linitzadors pertanyents a l'ordre dels himenòpters (abelles i vespes). De fet, ha estat descripta també para dípters (un mosquit del gènere Bradysia) que pseudocopulan espècies de Lepanthes, un dels gèneres més amplis d'angiospermes que habiten les selves neotropicals.
Les flors de les orquídies del gènere Ophrys no solament imiten la forma, la grandària i el color de les femelles dels seus pol·linitzadors, sinó que també emeten una fragància que inclou diversos compostos que es troben en les feromones sexuals de les femelles, amb la qual cosa aconsegueixen reforçar la conducta sexual dels mascles. S'han comparat els compostos volàtils emesos per Ophrys iricolor i les feromones femenines de la seva espècie pol·linitzadora, Andrena morio, tant des del punt de vista químic com electrofisiològic. S'han descobert més de 40 compostos, entre ells alcàs i alquès de 20 a 29 àtoms de carboni, aldehids amb 9 a 24 carbonis i dos èsters. Gairebé tots aquests compostos es van trobar en similars proporcions tant en els extractes florals de O. iricolor com en els extractes de la superfície cuticular de les femelles de A. morio, com es pot observar en la taula d'a dalt.
Els compostos volàtils biològicament actius d'aquest patró són molt similars als utilitzats per altres espècies de Ophrys que són pseudocopulades per mascles dels gèneres Andrena i Colletes.